# Étienne Bouhot
Étienne Bouhot (Bard-lès-Époisses, 1780 - Semur-en-Auxois, 1862), pintor y profesor de pintura francés. Dirigió la École de Dessin (escuela de Dibujo) de Semur-en-Auxois.

## Galería

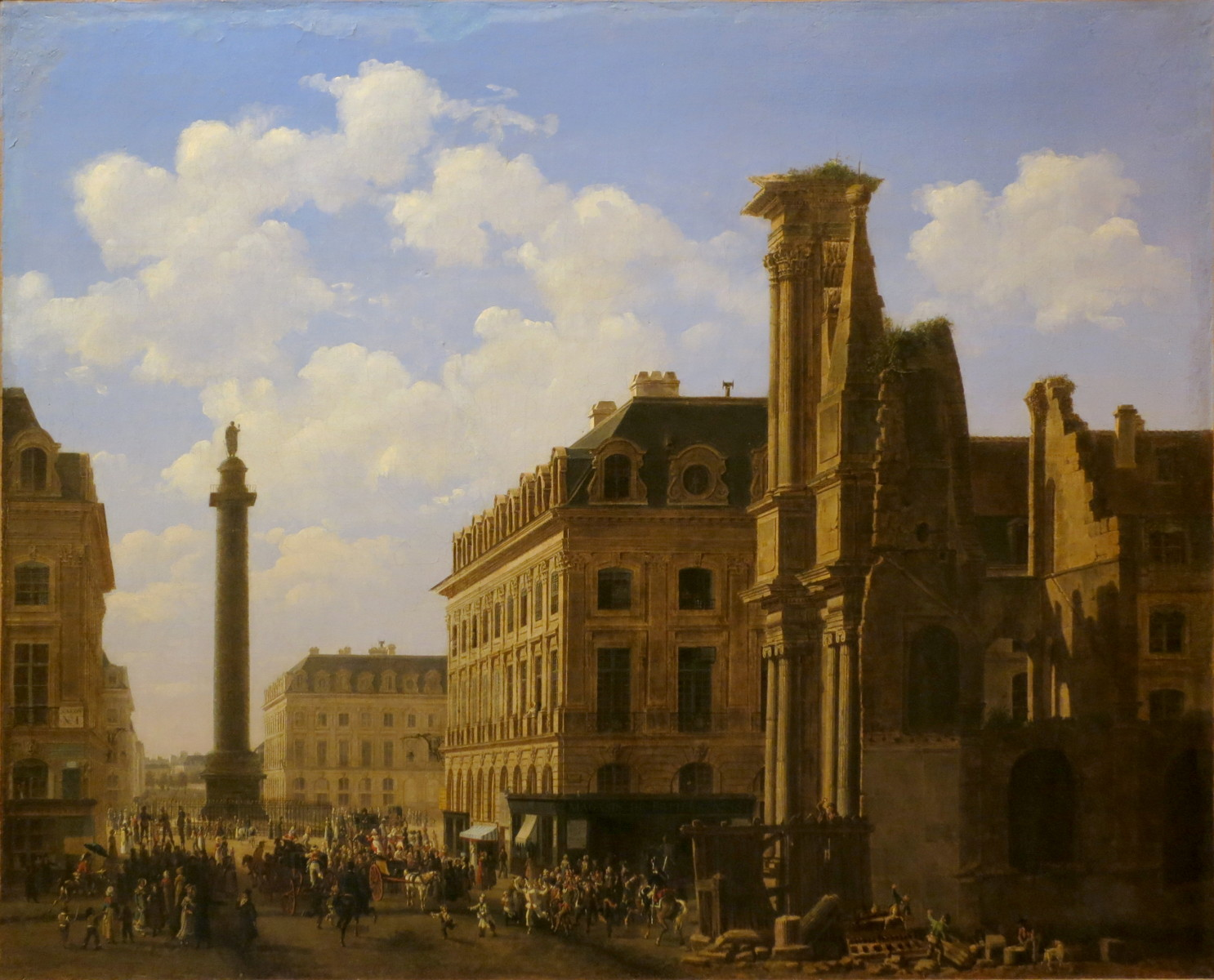
La Place Vendôme et la rue de Castiglione avec les ruines de l'église des Feuillants (1808)
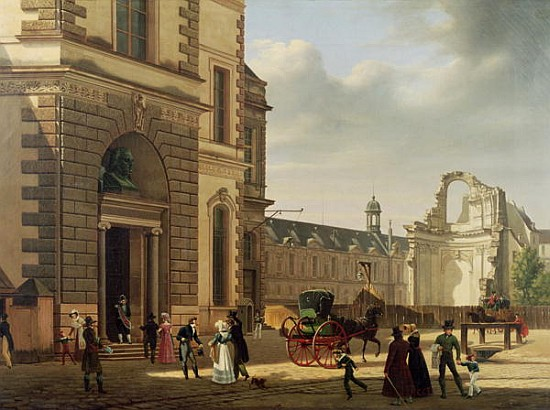
L'Entrée Du Musée Du Louvre Et Les Ruines De L'Abside De Saint-Louis-Du-Louvre (1822)
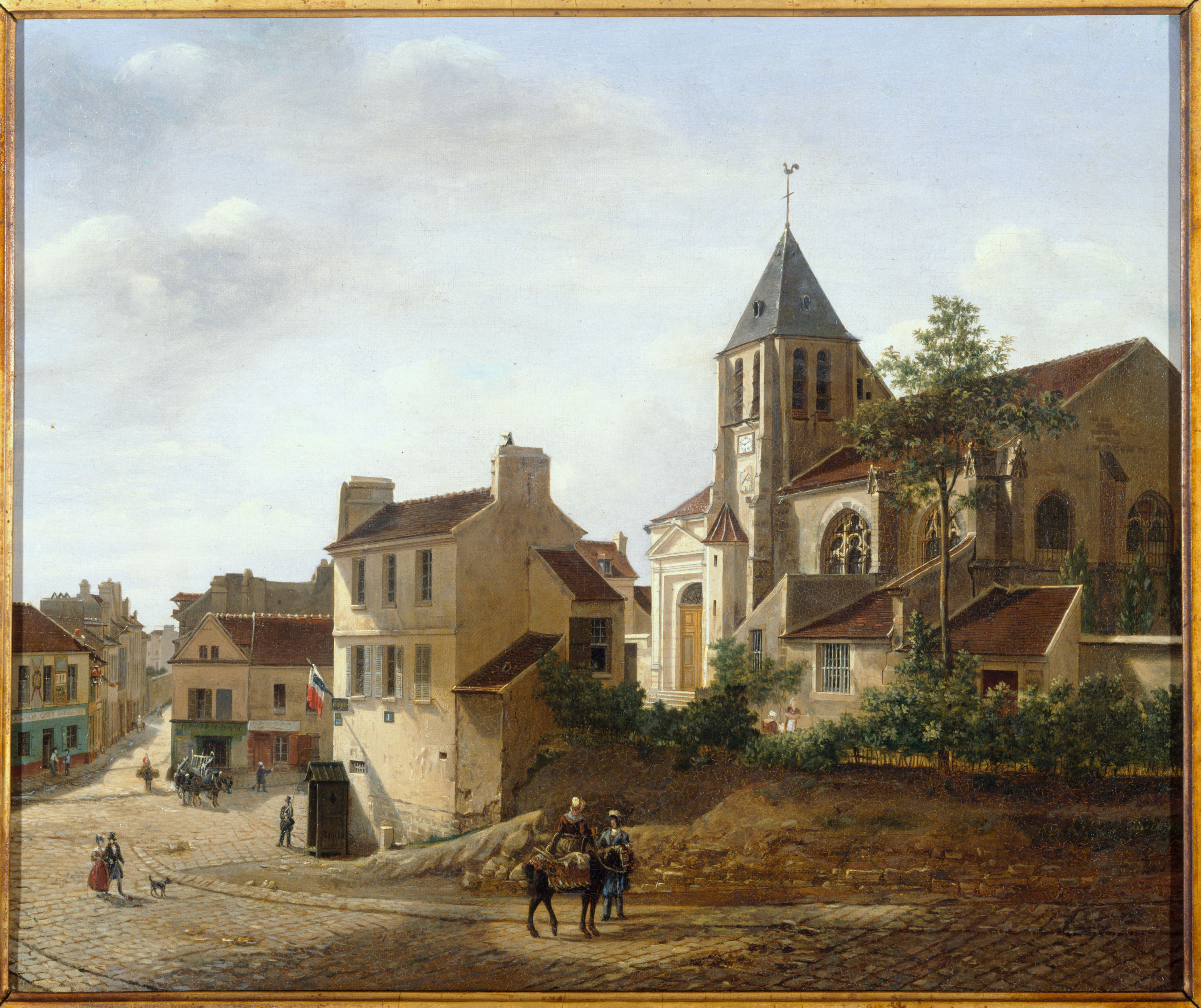
Saint-Germain de Charonne (1830)